# Ocybadistes
Ocybadistes is een geslacht van vlinders van de familie dikkopjes (Hesperiidae), uit de onderfamilie Hesperiinae.

## Soorten
- O. ardea Bethune-Baker, 1906
- O. flavovittata (Latreille, 1824)
- O. hypomeloma Lower, 1911
- O. papua Evans, 1934
- O. walkeri Heron, 1894